# Christian Gottfried Matthes
Christian Gottfried Matthes (* 12. Januar 1738 in Berlin; † 21. Juni 1817 ebenda) war ein deutscher Maler, Radierer und Zeichenlehrer.

## Leben und Werk
Christian Gottfried Matthes lernte bei Bernhard Rode an der Akademie der Künste in Berlin. Er stach dessen Illustrationen zu Gellerts Fabeln und Rabeners Satiren sowie Blätter zu Bodmers Noachide nach Füssli und Rode. Er malte Porträts und Landschaften sowie Architekturstücke in Öl und Aquarell. Nachweislich von 1764 bis 1812 war er Zeichenlehrer an der Königlichen Realschule und dem zugehörigen Friedrich-Wilhelm-Gymnasium. In den Jahren 1786 bis 1802 beschickte er die Ausstellungen der Akademie der Künste. Er schuf eine größere Anzahl von Berlin-Ansichten, wobei ihn die Umgebung von Berlin besonders interessierte. Christian Gottfried Ludwig Matthes, wahrscheinlich ein Sohn, der ebenfalls Kupferstecher und Maler geworden war, wurde sein Nachfolger als Zeichenlehrer an der Realschule.

Werkbeispiele
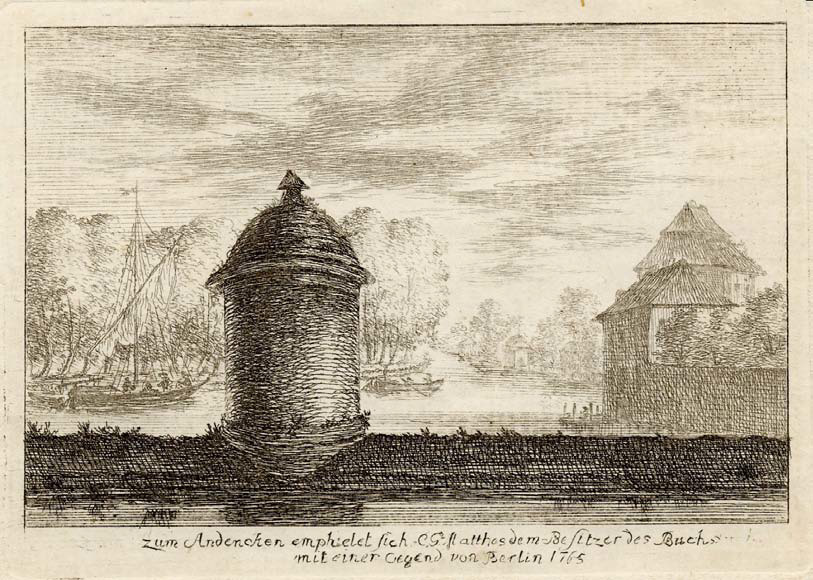
Der Wusterhauser Bär am Königsgraben, 1765
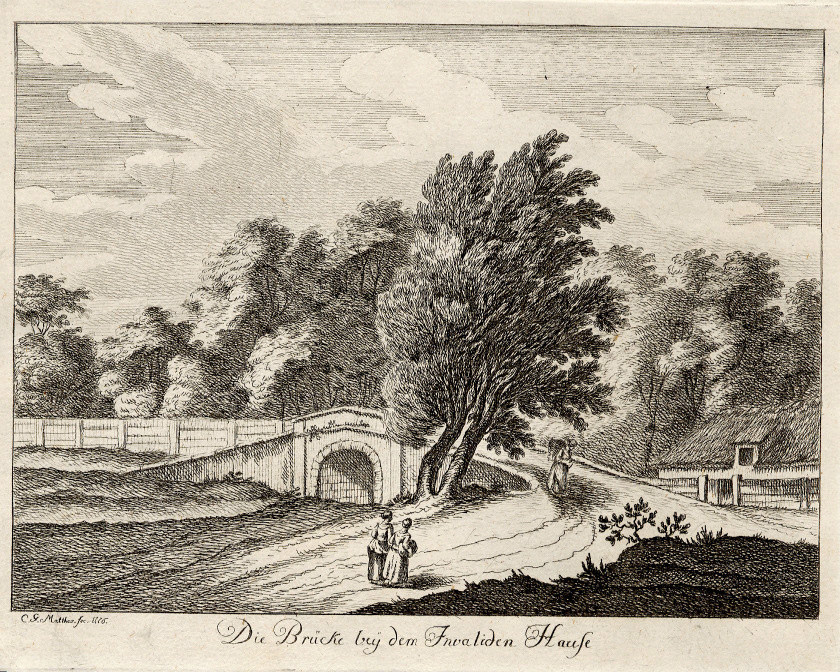
Die Brücke bey dem Invaliden-Hause, 1776